# Diecézní centrum života mládeže

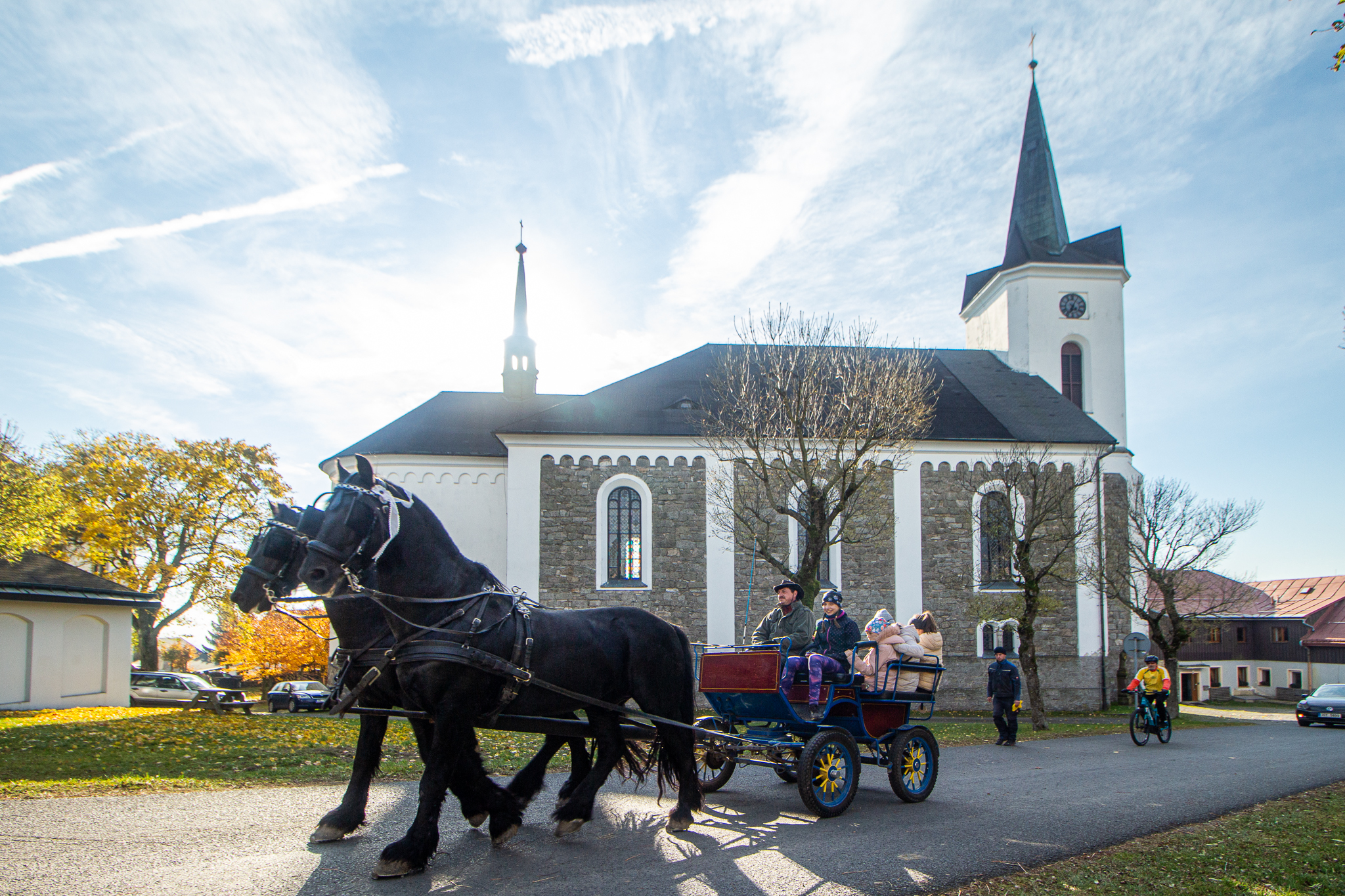
Kostel svatého Víta v Příchovicích

Diecézní centrum života mládeže (ve zkratce DCŽM) je místo pro setkávání mládeže nejen z řad věřících. Tato centra jsou postupně zřizována v jednotlivých českých diecézích a jedno vzniklo také na Slovensku. Jsou v provozu nepřetržitě a zpravidla v nich bývá přítomen alespoň jeden kněz.
Dosud vznikla tato centra:
- Interdiecézní centrum života mládeže Křižovatka (Příchovice) neformálně v roce 1979 – v litoměřické diecézi
- Diecézní centrum života mládeže Vesmír (Jedlová v Orlických horách) v roce 1992 – v královéhradecké diecézi
- Arcidiecézní centrum života mládeže Nazaret (Praha-Kunratice) v roce 1992 – v pražské arcidiecézi
- Diecézní centrum života mládeže Mamre (Osová Bítýška) v roce 1993 – v brněnské diecézi
- Diecézní centrum života mládeže sv. Floriána (Ktiš) v roce 1995 – v českobudějovické diecézi
- Arcidiecézní centrum života mládeže Přístav (Rajnochovice) v roce 1995, název se používá od roku 2001 – v olomoucké arcidiecézi
- Diecézní středisko mládeže Stará Ves nad Ondřejnicí v roce 1997 – v ostravsko-opavské diecézi
- Diecézní centrum života mládeže Maják (Špania Dolina) v roce 1999 – v banskobystrické diecézi